# 绀野仁
绀野仁（日语： Konno Hitoshi，1934年1月3日—），日本前男子篮球运动员。他曾代表日本国家队参加1956年夏季奥林匹克运动会男子篮球比赛，最终队伍获得第十名。